# Mycetophila rosularia
Mycetophila rosularia är en tvåvingeart som beskrevs av Ostroverkhova 1979. Mycetophila rosularia ingår i släktet Mycetophila och familjen svampmyggor. Inga underarter finns listade i Catalogue of Life.